# (3273) Drukar
(3273) Drukar est un astéroïde de la ceinture principale.

## Description
(3273) Drukar est un astéroïde de la ceinture principale. Il fut découvert le 3 octobre 1975 à Nauchnyj par Lioudmila Tchernykh. Il présente une orbite caractérisée par un demi-grand axe de 3,41 UA, une excentricité de 0,03 et une inclinaison de 14,0° par rapport à l'écliptique.

## Compléments